# 406 Dywizja Ochrony Krajowej
406 Dywizja Ochrony Krajowej (niem. Landesschützen-Division 406) – niemiecka jednostka wojskowa podczas II wojny światowej.

## Formowanie i walki
Na pocz. października 1939 w Münster, gdzie mieściło się dowództwo VI Okręgu Wojskowego, został utworzony 406 Dywizyjny Sztab Ochrony Krajowej. Podlegało mu dwanaście batalionów ochrony krajowej, pełniących zadania ochronne. W ich skład wchodzili mężczyźni w wieku starszym od poborowego, którzy nie spełniali wymogów służby frontowej. Na czele sztabu stanął gen. ltn. Gerd Scherbening. W 1940 r. bataliony zostały zgrupowane w 406 Dywizję Ochrony Krajowej. W czerwcu 1944 r., kiedy dywizja została przeniesiona do okupowanej Holandii, włączono do niej ok. 1,5 tys. Flamandów z Flamandzkiej Brygady Strażniczej. Dywizja we wrześniu tego roku wzięła udział w ciężkich walkach z brytyjskimi spadochroniarzami, zrzuconymi w rejonie Arnhem w ramach alianckiej operacji Market Garden. 18 września zginął gen. G. Scherbening. Nowym dowódcą został płk Kurt Kühme. Następnie dywizja walczyła pod Antwerpią. Po odwrocie na terytorium Niemiec w październiku, została rozmieszczona nad Renem. Podczas walk obronnych pod Hellschlag w Nadrenii-Palatynacie 25 grudnia zginął płk K. Kühme, mianowany pośmiertnie generałem majorem. Dywizja została zniszczona w poł. marca 1945 r. w kotle w rejonie miasta Wesel.

## Skład organizacyjny
- dowództwo
- szkoła podoficerska VI Okręgu Wojskowego
- szkoła podoficerska w Düren
- szkoła podoficerska w Jülich
- 6 szkoła strzelców wyborowych
- I batalion Ochrony Krajowej
- II batalion Ochrony Krajowej
- III batalion Ochrony Krajowej
- 3 kompania 406 batalionu zapasowego
- batalion B Obrony Krajowej
- 254 batalion Ochrony Krajowej
- 406 Oddział Artylerii (6 dział 152 mm)
- Grupa Bojowa „Tiltman” (14 działek plot. 20 mm, 8 dział plot. 88 mm)